# Huyn
Huyn ist der Name eines europäischen Adelsgeschlechts.

## Zweige
Die Familie stammt ursprünglich aus dem belgischen (flämischen) und niederländischen Raum (Gebiet um Amstenrade, Geleen und um die Stadt Huy), von wo sie sich im Zuge der konfessionellen Auseinandersetzungen im 15. und 16. Jahrhundert nach Frankreich zurückzog und sich im lothringischen Gebiet um Metz niederließ. Ein anderer Familienzweig wanderte Mitte des 17. Jahrhunderts im Zuge der Türkenkriege von Lothringen nach Ungarn aus und erlangte aufgrund erbrachter militärischer Leistungen ein ungarisches und später ein österreichisches Adelspatent. Seit dem 17. Jahrhundert gibt es eine lothringische (ausgestorben) und eine österreichische Linie (Südtirol). Ein weiterer Zweig der Familie ist bereits seit dem frühen 14. Jahrhundert im lothringischen Raum nachweisbar.

## Wappen

### Wappen des niederländischen Zweiges
Das Adelsgeschlecht der Huyn lässt sich im Wesentlichen in drei Hauptlinien und mehrere Nebenlinien unterteilen, wobei jeweils die Hauptlinien eigene Wappen besitzen/besaßen.
Das älteste Wappen stammt von dem niederländischen Urzweig.
Das Wappen des Familienzweigs Huyn von Amstenraedt (auch Amstenrade oder Anstenraidt geschrieben) bestand aus einem weißen Schlangenkreuz in Rot gelegt mit weißem Herzschild, worin drei rote Kugeln sind. Auf dem am Schild befindlichen Helm ist ein wachsender Drache angebracht.

Ursprüngliche Stammwappen vor 1300

Die erste Fassung besteht aus einem rot unterlegtem Schildwappen in dessen Mitte sich ein silbernes Schlangenkreuz mit acht Schlangenköpfen befindet. Noch heute befindet sich im Stadtwappen von Geleen das Huynsche Familienwappen in seiner ersten Form.
Das Familienwappen ist auch noch heute in mehreren niederländischen Stadtgemeinden und Dörfern enthalten; so lässt es sich in den Wappen folgender Gemeinden, Dörfer oder Städte nachweisen: Amsternrade, Geleen, Oirsbeek, Schinnen, Bingelrade, Jabeek, Merkelbeek, Schinveld, Onderbanken und Spaubeek.
| Gemeinde- und Städtewappen mit integriertem Wappen der Familie Huyn | Gemeinde- und Städtewappen mit integriertem Wappen der Familie Huyn | Gemeinde- und Städtewappen mit integriertem Wappen der Familie Huyn | Gemeinde- und Städtewappen mit integriertem Wappen der Familie Huyn |
| ------------------------------------------------------------------- | ------------------------------------------------------------------- | ------------------------------------------------------------------- | ------------------------------------------------------------------- |
|                                                                     |                                                                     |                                                                     |                                                                     |
|                                                                     |                                                                     |                                                                     |                                                                     |

Das Wappen der Gemeinde AmstenraedtAmsternrade ist ein zweigeteilter Wappenschild:
Rechts auf rotem Grund ein silbernes Schlangenkopfkreuz mit silbernen Herzschild und drei (2, 1) roten Kugeln, welches ursprünglich auf die gräfliche Familie Printhagen zurückgeht.
Links: viergeteiltes Wappen silberner Hintergrund, darauf 2 rote Löwen und 2 dreieckige Eggen.
Die Wappenfigur, die den Schild hält, ist die Hl. Gertrudis, die Schutzpatronin Amstenraedts.

Wappen von Amstenrade

Das Wappen stellt eine Kombination der früheren Besitzer, der Grafen Huyn und de Marchant (rechts: Huyn von Amstenraedt; links: De Marchant d’Ansembourg) dar.
Das Wappen der Gemeinde Oirsbeek...

### Wappen des französischen Zweiges

Wappen der französischen Linie

Das französische Wappen ist ein viergeteiltes Schildwappen, es stammt in der letzten Form aus dem 17. Jahrhundert.

### Wappen des ungarischen bzw. österreichischen Zweiges
Das Wappen der ungarischen Linie ist eine spiegelverkehrte Version des französischen Wappens. Einziger Zusatz ist ein roter Herzschild, der ein silbernes Tor enthält. Das gevierte Wappen ist mit einer alten Grafenkrone gekrönt. Der Herzschild bildet ein graues Burgtor mit silbernen Dächern, roten Fenstern und Schießluken sowie einem schwarzen Fallgatter ab, auf den zwei Türmen zu jeder Seite befindet sich je ein silberner Halbmond. Diese Abbildung stellt die Feste Szigeth dar, es ist das Stadtwappen der ungarischen Festungsstadt Szigetvár, und verweist auf die Rolle, die der erste Vertreter der österreichischen Linie Johann Joseph Graf Huyn, als Stadtkommandant und General während der Türkenkriege im 17. Jahrhundert innehatte.

## Familienzweige

### Die niederländische Linie
Die Quellenlage rund um die niederländischen Mitglieder des Hauses Huyn ist sehr spärlich. Der offizielle Titel der Familie lautete zunächst Comes ab Huyn. Dieser Name lässt zwei Deutungen zu, wovon jedoch nur eine als wahrscheinlich anzunehmen ist, die andere in den Bereich der Phantasie und Mythenbildung verwiesen werden muss. Die eher phantastische Annahme, dass sich der Name aus der damaligen germanischen Verwaltungsstruktur der Hundertschaften ableitet, kann weder historisch noch sprachlich als gesichert angesehen werden. Der Name sollte sich nach dieser Lesart vom germanischen Hun (für Hundertschaft ableiten).
Die weitaus wahrscheinlichere Herkunft des Namens ist eine Ableitung von der damals niederländischen Stadt Huy, wo es bereits im 10. Jahrhundert einen Vertreter des Adelsgeschlechtes gab. Es handelt sich hierbei um den einflussreichen Bischof Ansfridus Comes ab Huy (auch Ansfried von Utrecht, 940–1010), der unter der Regentschaft des Kaisers Otto I. eine wichtige politische Rolle im Reichsgeschehen spielte. Über Ansfridus von Huy gibt es in den Niederlanden mehrere Quellen, darunter eine lateinische Vita aus dem 11. Jahrhundert. Ob es sich bei Ansfridus bereits um einen Vertreter der späteren Familie Huyn von Amstenraedt und Gelen handelt, kann urkundlich nicht belegt werden, da der Name erst wieder im 13. Jahrhundert in einer lothringischen Quelle auftaucht.
Durch Quellen gesichert lässt sich der niederländische Familienzweig auf das heutige Gebiet um Valkenburg aan de Geul in der niederländischen Provinz Limburg zurückführen. Die älteste urkundliche Erwähnung findet sich aus dem 14. Jahrhundert. Nach der Schlacht von Baesweiler 1371 siedelten sich ein Johann der Ältere und ein Johann der Jüngere (Vater und Sohn) sowie ein Reiner Huyn von Anstenraidt (altertümliche Schreibweise für die Gemeinde Amstenraedt bzw. Amstenrade) nach deren Freilassung in Amstenrade nieder. Ihr Wappen bildet ein silbernes Ankerkreuz bestehend aus acht Schlangenköpfen auf rotem Grund. Die drei Familienmitglieder befanden sich im Tross des Drossard (Droste) von Valkenburg.
Ein Nikolaus von Huyn wurde im Jahr 1472 Kanonikus des Marienstifts zu Aachen. Die Nachfolge trat dessen Neffe Werner Huyn von Amstenraedt am 14. Februar 1500 an.
Die wohl bedeutendste Zeit der Huyn in den Niederlanden fällt in das späte 16. und 17. Jahrhundert. In diesem Zeitraum erwarben Vertreter der Familie die niederländischen Herrschaften Amstenrade und Geleen. Im 17. Jahrhundert lautet der offizielle Titel Grafen Huyn Baron von Geleen und Amstenrade.
1557/58 erhält die Familie (Arnold II. erwarb diese von dem spanischen König Philipp II., der die Herrschaften an diesen durch ein Pfand übertrug) Gebiete Amstenraedt, Brunssum, Jabeek, Bingelrade und Merkelbeek zum Lehen. 1654 fallen die Gebiete um Geleen und Spaubeek zu diesen (seitan nennt sich die Familie Huyn von Amstenraedt und Geleen) und bildet die Grafstaft Amstenraet-Geleen.

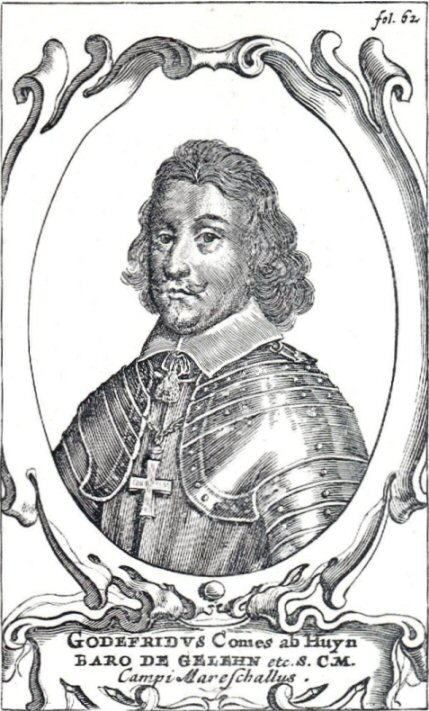
Godefridus Comes ab Huyn Baro de Geleen († 1657), kaiserl. Feldmarschall, Landkomtur des deutschen Ordens (1634–1657)

Ein militärisch bedeutendes Familienmitglied dieser Zeit war Gottfried Graf Huyn Baron von Geleen und Amstrade (ca. 1598–1657). Er stand im Heiligen Römischen Reich deutscher Nation als Feldmarschall während des Dreißigjährigen Krieges in Diensten der Katholischen Liga. Gottfried (auch: Godefridus bzw. Godefroid Comes ab Huyn Baro de Geleen) wurde in Flandern geboren, er war kaiserlicher Oberkommandierender er Defensionsarmee des Niedersächsischen Reichskreises (u. a. Münster und Osnabrück). Durch seine Verdienste während der Verteidigung von Wolfenbüttel im Jahr 1632 wurde er zunächst kurbayerischer und ab 1653 kaiserlicher Feldmarschall. Er starb 1657 als Landkomtur des Deutschen Ordens auf der Deutschordensballei Alden Biesen bei Maastricht. Als Landkomtur (1634–1657) war Gottfried der direkte Nachfolger seines Großonkels Edmond Graf Huyn von Amstenraedt und Geleen (1605–1634). Die Schwester Gottfrieds, Alexandrine (1594–1654), heiratete 1624 den Kaiserlichen Feldmarschall der katholischen Liga Freiherren Alexander II. von Velen (später Reichsgraf). Aus der nur kurzen Ehe gingen sechs Kinder hervor.

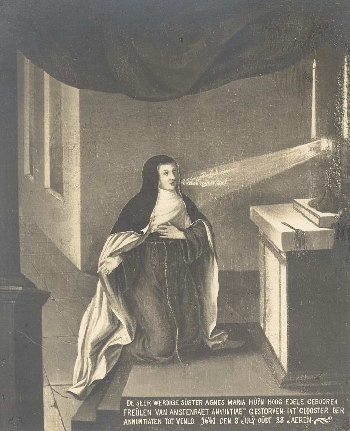
Klosterfrau in Trans-Cedron zu Venlo Agnes Maria Gräfin Huyn von Amstenraedt

Ein weiteres Familienmitglied der niederländischen Linie ist die Klosterfrau Agnes Maria Huyn d’Amstenraedt († 1641), die im Alter von 28 Jahren verstarb. Sie trat als Zwölfjährige in das Kloster Trans-Cedron zu Venlo ein (in der niederländischen Provinz Limburg gelegen). Es existiert eine Vita mit dem Titel: Het ryck-deughdigh leven van de hoogh-edele gheboren maghet suster Agnes Maria Huyn van Amstenraedt, ende van eenighe andere, de welcke in eene uyt-nemende religieuse volmaecktheydt hebben uyt-gheschenen in de Kloosters van Venlo ende Loven der Orden van Onse Lieve-Vrouwe, ghenoemt Annuntiaten. Met vele ghedenck-weerdighe devote leeringhen, ende een korte aen-wysinghe van een jarelyksche exercitie, dienende tot besonderen troost van alle zielen, die met oprechten iever, ende oodtmoedigheydt Godt soecken te dienen, seer nut ende profytigh voor alle staten (Brüssel: Jacob van de Velde, 1673).
In dieser nach dem Geist der herrschenden konfessionellen Auseinandersetzungen verfassten katholischen Lebensbeschreibung wird der Leidensweg mit sämtlichen dazugehörenden Versuchungen seitens böser Dämone beschrieben sowie die wundertätigen Heilungen („Geruch von Heiligkeit“/„geur van heiligheid“) nach Gebeten an die verstorbene Klosterfrau geschildert, die im Jahr 1914 zu einer Seligsprechung führte. Die Verehrung der „Venlose heilige“ findet nach dem Ende des Zweiten Weltkriegs ein Ende.
Der letzte männliche Spross des Zweiges hieß Arnold Wolfgang Graf Huyn von Amstenraedt und Geleen. Er verstarb im Jahr 1669 und liegt in der Jesuitenkirche zu Aachen begraben, wo die Familie ein Erbbegräbnis besaß.
Seine Tochter Godfredia Maria Anna Agnes Ignatia (* 25. Februar 1646, † 29. September 1667) verstarb bereits 1667. Der Besitz der Grafen Huyn von Amstenraedt und Geleen ging auf die Familie ihres Mannes, des Prinzen Salm-Kyrburg, über.

#### Familienmitglieder
- Gerard von Huyn
- Arnold Graf Huyn († 1553)
- Arnold II. Graf Huyn, Herr von Geleen († 1579)
- Arnold III. Graf Huyn von Amstenraedt, Herr von Geleen
- Arnold IV. Graf Huyn von Amstenraedt († 1624), kaiserlicher General
- Werner Graf Huyn von Amstenraedt und Geleen, Herr von Wachtendonk, Marschall
- Edmond Graf Huyn (1567–1637), Landkomtur des deutschen Ordens (Ballei Biesen)
- Gottfried Graf Huyn (1598–1657), kaiserlicher Feldmarschall und Landkomtur des deutschen Ordens (Ballei Biesen)
- Agnes Maria Gräfin Huyn, Klosterfrau in Trans Cedron (Venlo)
- Arnold V. Wolfgang Graf Huyn von Amstenraedt und Geleen († 1668)
- Alexandrine Gräfin Amstenraet zu Huyn und Gelen (1594–1654), verheiratet mit Alexander II. von Velen, sechs Kinder: Anna Margarethe, die ein halbes Jahr nach der Geburt starb, Ferdinand Gottfried, Paul Ernst, Alexandrine Marie, Isabella und Alexandra Elisabeth.

### Die französische (lothringische) Linie: Huyn de Vernéville
Die französische Linie der Huyn ließ sich im lothringischen Raum um Metz nieder. Sie zählt so zum lothringischen Adel. Im 17. Jahrhundert wurde eine Liegenschaft bei Vernéville (ca. 10 km von Metz entfernt gelegen) durch die Familie erworben, seitdem trägt die französische Linie den Namen Comte Huyn de Vernéville.
Die Familie wurde mit Nicolas I. Huyn in den Grafenstand (26. April 1547) gehoben und erhielt das Amt des „panétier“ des Nicolaus von Lothringen (Nicolas de Mercœur), Comte de Vaudemont und Bischof von Metz. Sein Sohn Claude I. Comte Huyn erhielt ebenfalls den Titel des „panétier“ des Comte de Vaudemont und war Mitregent für den noch minderjährigen Herzog Karl III. von Lothringen.
Im 19. Jahrhundert trat die Familie vor allem als Großgrundbesitzer in der südasiatischen Kolonie Indochina hervor. Der Einfluss in diesem Raum führte zur zweimaligen Ernennung (16. Mai 1889 bis 24. Januar 1894 und 4. August 1894 bis 14. Mai 1897) von Albert Luis Comte Huyn de Vernéville (1845–1909) zum Gouverneur (Resident-Superieur) von Kambodscha.

#### Familienmitglieder
- Gerard Huyn, Esquire, nahm auf Seiten der englischen Expedition unter Heinrich V. im Gefolge von Sire John Burgh an der Schlacht von Agincourt teil, er stellte zwei weitere Fußsoldaten
- Nicolas I. Comte Huyn, „panétier“ des Comte de Vaudemont
- Claude I. Comte Huyn, „panétier“ des Comte de Vaudemont
- Nicolas II. Comte Huyn, „panétier“ des Comte de Vaudemont
- Claude II. Comte Huyn, „maître échevin“ in der Grafschaft Vaudémont
- Jean François Comte de Huyn, Stammvater der I. Linie in Lothringen, Seigneur de Harancourt, „maître échevin“ in der Grafschaft Vaudémont
- Stephan Comte de Huyn
- Nicolas François Comte de Huyn, Ecuyer, Seigneur de Ville sur Madon, Präsident des Stadtrats in Nancy.
- Jean Joseph Comte Huyn, später Johann Josef Graf Huyn (ungarischer Grafenstand 1697)

### Die österreichische bzw. ungarische Linie
Mitte des 17. Jahrhunderts kam es nach Auseinandersetzungen mit dem französischen Königshaus zur Flucht des Jean Joseph Comte de Huyn. Durch seine Verdienste während der Türkenkriege und der Erfüllung seiner militärischen Aufgaben in Ungarn erhielt der k.k. Feldmarschall-Leutnant (später k.k. Feldmarschall) am 20. Juni 1697 in Wien in den ungarischen Grafenstand erhoben. Da er zu dieser Zeit das Amt des Präsidenten und Kommandanten der Stadt samt Feste Szigeth innehatte, wurde das Stadtwappen in das Grafenwappen als Herzschild integriert.

#### Familienmitglieder

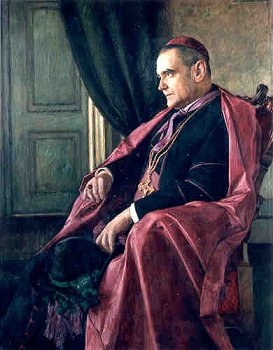
Paul Graf Huyn, Titularpatriarch von Alexandria († 1946)

- Johann Josef Graf Huyn (1637–1719), k.k. Feldmarschall und Kriegsrat, Gouverneur von Gran, Szigeth und Fünfkirchen
- Leopold Felix Graf Huyn (1691–1764), kaiserlicher Hauptmann
- Heinrich Leopold Graf Huyn (1723–1777), Herzöglicher lothringischer Edelknabe in Nancy, k.k. Generalstabswachtmeister
- Joseph Carl August Graf Huyn (1773–1836), k.k. Hauptmann, Oberbaudirektor im Küstenlande (Triest)
- Johann Carl Graf Huyn (1812–1889), 1857 Generalmajor, im Stab von Feldmarschall Radetzky; 1865 Feldmarschall-Leutnant, 1871 Feldzeugmeister, k.k. Kämmerer, Gouverneur von Budapest, Mitglied des Herrenhauses des österreichischen Reichsrats auf Lebenszeit (Stammvater der I. Linie)
- Ludwig Huyn, k.u.k. Major, war in der Südtiroler Pferdezucht engagiert; 1874 wurde durch ihn in Schluderns, Südtirol, die Zucht der Haflinger begründet.
- Rudolf Graf Huyn, Bezirkshauptmann von Bregenz (1898 bis 1901)
- Karl Georg Graf Huyn (1857–1938), Feldzeugmeister, k.u.k. Kämmerer, Geheimer Rat, Generaloberst, k.u.k. Generalkavallerieinspektor, letzter Statthalter in Galizien und Lodomerien, Inhaber des Ulanenregiments Nr. 12
- Otto Aloys Graf Huyn, k.u.k. Kämmerer, Generalmajor, Kommandant des XV. Dragonerregiments
- Paul Graf Huyn (1868–1946), Bischof von Brünn, letzter deutschsprachiger Fürsterzbischof von Prag und Primas von Böhmen, Geheimer Rat, Ehrenbailli des souveränen Malteserordens
- Hans Graf Huyn (1930–2011), deutscher Politiker und Bundestagsabgeordneter, CSU

Hugo-Linie (II. Stammlinie)
- Hugo Leopold Joseph Graf Huyn (1814–1868), k.k. Kämmerer, Dienstkämmerer weiland des Kaisers Ferdinand
- Vincenz Graf Huyn (1865–1933), k.u.k. Kämmerer, Bezirkshauptmann, Ehrenritter des Deutschen Ordens
- Ludwig Josef Georg Graf Huyn (1896–1946, gestorben an den Folgen der Gefangenschaft im KZ Buchenwald), gemeinsam mit Josef Kalmer Verfasser von Abessinien. Unruhe-Herd Afrikas (1935)